# أوين ماكدونل
أوين ماكدونل (بالإنجليزية: Owen McDonnell)‏ هو ممثل أيرلندي، ولد في 1974 في غالواي في جمهورية أيرلندا.

## وصلات خارجية
- أوين ماكدونل على موقع IMDb (الإنجليزية)
- أوين ماكدونل على موقع أول موفي (الإنجليزية)
- أوين ماكدونل على موقع قاعدة بيانات الفيلم (الإنجليزية)
- أوين ماكدونل على موقع كينوبويسك (الروسية)